# Brachistosternus pegnai
Espèce
Brachistosternus pegnai est une espèce de scorpions de la famille des Bothriuridae.

## Distribution
Cette espèce est endémique d'Équateur.

## Étymologie
Cette espèce est nommée en l'honneur de Luis Peña.

## Publication originale
- Cekalovic, 1969 : Brachistosternus pegnai n. sp. de escorpion para el Ecuador (Scorpionida-Bothriuridae). Boletın de la Sociedad Biologica de Concepcion, no 41, p. 163–171.